# The Solway Canal
The Solway Canal is een compositie van Gavin Bryars uit 2009/2010.
Het werk kwam tot stand op verzoek van de Nederlandse pianist Ralph van Raat met geldelijke bijdragen van het Borletti-Buitoni Trust en de NPS/NTR. Bryars kwam met een eendelig pianoconcert voor de ongebruikelijke combinatie piano, symfonieorkest en mannenkoor (TTBB). In het concert is geen plaats voor virtuositeit, er zijn bijvoorbeeld geen cadenzen; het ging Bryars meer om de beheersing van het instrument. De toevoeging van het koor was een hommage aan Ferruccio Busoni, die in zijn pianoconcert ook plaats inruimde voor koor. Bryars liet in zijn pianoconcert teksten zingen van een van zijn lievelingsschrijvers, Edwin Morgan. 
De muziek kabbelt zonder uitschieters van welke stem dan ook rustig voort, waarbij de ene criticus het loofde en de andere het verguisde. De algemene tendens van de kritieken was het te vergelijken met filmmuziek. De Raat zelf omschreef het als haast impressionistisch. 
Het werk ging op 19 februari 2010 in première in Vredenburg,  een tijdelijke concertzaal (tijdens de verbouwing) van TivoliVredenburg in Leidsche Rijn. In dezelfde samenstelling volgde een dag later de uitvoering in het Muziekgebouw aan ’t IJ, waarvan de opnamen via Naxos werden uitgebracht.